# Claudia Brücken (bande dessinée)
Pour les articles homonymes, voir Brücken.
Ne doit pas être confondu avec Claudia Brücken.
Claudia Brücken est une série de bande dessinée créée par Minck Oosterveer pour les dessins et Willem Ritstier pour les scénarios, dans le genre policier. Elle paraît dans le Journal de Tintin en 1990 et 1991, puis elle est publiée par les Éditions du Lombard en trois albums. Elle conte les enquêtes d'une inspectrice de police.

## Trame
Claudia Brücken est inspectrice de police. Elle doit réagir à l'imprévu, souvent en tenue légère, et mène ses enquêtes tambour battant.
Elle est Allemande, et les épisodes se déroulent à Berlin où elle vit et travaille, de la fin des années 1980, avant la réunification, jusqu'en 1994.
Dans Un hiver à Paris, le deuxième épisode, Claudia Brücken est aux prises avec une organisation terroriste.
Dans le troisième épisode (Moins cinq), Claudia Brücken intègre les services d'Euro-Police. Elle est chargée d'infiltrer un mouvement d'extrême-droite.

## Historique de la série
La série Claudia Brücken est due à Minck Oosterveer et Willem Ritstier. Elle est pré-publiée dans le Journal de Tintin en histoires à suivre, parues en 1990 et 1991.
Cette série est publiée ensuite en albums par les Éditions du Lombard, en 1990 et 1991, en trois volumes. 

## Albums
1. L'Ange blanc, Le Lombard, 1990  (ISBN 2-8036-0798-0) ;
2. Un hiver à Paris, Le Lombard, 1990, 46 planches  (ISBN 2-8036-0834-0) ;
3. Moins cinq[5], Le Lombard, 1991  (ISBN 2-8036-0942-8).

Le Lombard publie ensuite une intégrale reprenant les trois épisodes.